# Sessea stipulata
Sessea stipulata är en potatisväxtart som beskrevs av Hipólito Ruiz López och Pav. Sessea stipulata ingår i släktet Sessea och familjen potatisväxter. Inga underarter finns listade i Catalogue of Life.